# 奇安信
奇安信科技集团股份有限公司（上交所：688561，简称：奇安信-U）是中华人民共和国的一家面向政府与企业服务的信息安全公司。其前身为三六零企业安全，创始人为齐向东。其产品涉及“电子取证”、“终端安全”、“网络安全”、“信创”等领域。

## 历史
2003年，当时在新华社工作的齐向东受到周鸿祎邀请，合作创办3721，齐担任总经理。3721被雅虎收购后，齐向东和周鸿祎合作创立了三六零。“3Q大战”后，周鸿祎选择发展移动端业务，与酷派合资创立手机品牌，齐向东则经营360企业安全业务。
2016年，三六零从美国私有化退市。周鸿祎与齐向东签署协议，将三六零的个人业务与企业安全业务（奇安信）分家。根据两者达成的协议，周鸿祎控制三六零公司，经营面向个人消费者业务；齐向东控制奇安信公司，经营面向政府企业业务；三六零公司将商标授权给奇安信使用。奇安信一度以“360企业安全集团”名义经营业务。
2019年4月，三六零公司将所持有奇安信的全部22.59%股权转让给中国电子信息产业集团有限公司实际控制的实体，商标授权收回，自此三六零和奇安信分道扬镳。根据赛迪咨询、IDC等发布的产业研究报告显示，两者分家后，奇安信在中国大陆信息网络安全产业的多个细分领域，迅速成为排名第一的企业。2019年，奇安信启动了科创板上市辅导工作。2020年7月22日，奇安信在上海证券交易所科创板挂牌上市。
奇安信营收增速高速增长，但亏损规模不断加大，长期巨额亏损，引发部分市场人士担忧。与此同时，三六零公司也开始涉足政企业务，“盯上”了奇安信的蛋糕，双方存在竞争关系。2020年，三六零举牌山石网科，被市场人士视为三六零进一步踏入政企网络安全产业的信号。2021年1月4日，腾讯和奇安信宣布达成了战略合作；1月5日，三六零就宣布定向增发方案，引入国有企业投资者，如中国人寿保险、中国电信、中关村发展集团中发壹号基金等。

## 注解
1. ↑  中国大陆政府术语，一般指“应用创新”相关产业，旨在推动相关产业“国产替代”。